# Adenom štítné žlázy
Adenom štítné žlázy je benigní (nezhoubný) nádor štítné žlázy. Může se vyskytovat solitárně i mnohočetně. Mnohočetný výskyt je typický pro tzv. polynodózní strumu, což je mnohočetné postižení štítné žlázy adenomy a cystami.

## Etiologie a patogeneze
Etiologie onemocnění není známa. Postiženy jsou převážně ženy a to především ve věku nad 50 let.
U jakékoliv hmatné rezistence v oblasti štítné žlázy je vždy třeba vyloučit maligní (zhoubný) nádor. V diagnostice adenomu (a odlišení maligního nádoru) se uplatňuje: anamnéza, fyzikální vyšetření (aspekce, palpace), ultrasonografie (USG) a tenkojehlová aspirační biopsie (FNAB) s následným cytologickým vyšetřením.

## Terapie
Terapii lze rozdělit na konzervativní a chirurgickou, přičemž k chirurgii se většinou přistupuje až po neúčinnost léčby konzervativní. Dva zmíněné způsoby jsou tedy:
- konzervativní léčba: substitičně-supresní terapie (thyreostatika, syntetická analoga hormonů štítné žlázy – levothyroxin)
- chirurgická: hemithyreoidektomie, subtotální thyreoidektomie, téměř totální thyreoidektomie, totální thyreoidektomie